# Hyrcanana caspius
Hyrcanana caspius är en fjärilsart som beskrevs av Lederer 1869. Hyrcanana caspius ingår i släktet Hyrcanana och familjen juvelvingar. Inga underarter finns listade i Catalogue of Life.